# Plan de trente ans de Jef Van Bilsen

Le Congo belge

L'universitaire belge Jef Van Bilsen publia en 1956 un texte intitulé Un plan de trente ans pour l’émancipation de l’Afrique belge qui avait vocation, par la suite, à devenir un manifeste de la décolonisation belge désigné sous le nom de Plan de trente ans de Jef Van Bilsen.
Avec ce plan, Jef Van Bilsen émettait l'hypothèse qu'une période de trente ans serait nécessaire pour préparer l’élite congolaise avant d’accéder à l’indépendance.
Le plan Van Bilsen préconisait à la Belgique d’admettre de manière définitive une politique d’émancipation nette pour sa colonie du Congo et des territoires sous tutelle du Ruanda-Urundi permettant une décolonisation progressive en l’espace d’une génération. 

## Genèse du plan et contexte
La première publication du « Plan de trente ans pour l’émancipation politique de l’Afrique belge » est apparue dans De gids op Maatschappelijk Gebied (nl), plus connu sous le nom De Gids à la fin de l’année 1955. Cette revue, fondée en 1901 et organe inofficiel du Mouvement Ouvrier Chrétien belge, connut en ce moment sa plus grande popularité et influence. Peu après, en février 1956, il fut publié dans Les Dossiers de l’action sociale catholique.
À la suite de la Seconde Guerre mondiale, les Congolais désiraient l'instauration de l’égalité et du principe d’autodétermination. Ce sont sur ces droits que Jef Van Bilsen a voulu insister puisqu'il désirait une égalité entre les citoyens, « Blancs » et « Noirs », au Congo belge. Il condamne « les régimes de multiracialisme » qui se mettaient en place en Afrique et dans lesquels seule une partie de la population disposait de privilèges. 

## Objectifs
Les Belges voulaient mettre en place une politique d’émancipation. Premièrement pour permettre au Congo de devenir un État, le mieux développé possible avec des structures solides et doté de cadres adéquats, d’une population industrieuse et d’une opinion publique avertie. Deuxièmement dans l'objectif d'éviter aux Congolais de devoir choisir entre la domination des Belges et l’anarchie qui pourrait voir le jour s’ils bénéficiaient d’une autonomie totale. Avec cette politique d’émancipation, ils auront donc plus de droits mais continueront à coopérer avec la Belgique.  
Selon Jef Van Bilsen, il fallait prévoir un plan d’émancipation afin de ne pas être pris au dépourvu par différents contingents : créer et préparer une élite, des cadres qui pourront éluder les divers obstacles avec sagesse et patience. C’est pourquoi la Belgique va essayer de tout mettre en œuvre pour qu’ils acquièrent une certaine maturité politique et des cadres techniques acceptables au moment de l’émancipation. Elle voulait leur offrir une éducation et des institutions démocratiques mais également pourvoir au développement des masses et à l’enseignement des élites. De plus, ce plan serait un instrument diplomatique efficace afin d’acquérir une meilleure compréhension de la politique congolaise des Belges par l’opinion anticolonialiste mondiale. Ce plan de trente ans pour l’émancipation politique de l'Afrique belge permettrait de s’extraire d’une situation qui se voulait défensive face à l'opinion mondiale et ainsi obtenir sa confiance.  
Une des volontés de tous, après l’émancipation, était de créer une fédération belgo-congolaise dans le souci de garder des institutions politiques communes avec les Congolais. Ceci permettant de rester unis et associés par des liens durables.  
Par ailleurs, les conservateurs affirmaient que pour avoir la certitude que les Congolais gardent des liens politiques avec la Belgique, il fallait leur refuser le droit de sécession en les considérant tous comme « belgo-congolais ». Mais, selon les progressistes, le choix final reviendrait aux Congolais. Cette fédération belgo-congolaise ne peut leur être imposée s’ils ne la veulent pas et désirent par exemple avoir une indépendance politique totale. Afin que cette union belgo-congolaise puisse être possible, il faut qu’elle soit le fruit de réelles négociations entre des partenaires libres et égaux, qui ne seront possibles qu’au moment de l’émancipation. Il faut reconnaître la libre disposition du Congo et du Ruanda-Urundi et également tout faire pour qu’entre ces deux pays africains et la Belgique, voit le jour une véritable communauté d’intérêts inébranlable, dans une atmosphère d’amitié et de confiance.

## Durée du plan
Le délai de ce plan a été indiqué dans l’article de De Gids, il n’a pas été trouvé grâce à différents calculs savants mais Van Bilsen voulait avant tout un plan d’une durée de trente ans afin de former des cadres congolais. 
Il était nécessaire de prévoir un plan vu le caractère complexe du projet d’émancipation mais surtout un plan avec un timing strict pour éviter que cette émancipation ait de graves conséquences sur le pays. Cette durée déterminée rendra donc plus facile cette période de transition car il permettra de maintenir la confiance et la patience des élites et des mouvements africains ainsi qu’il aidera à surmonter les incontournables révoltes et les obstacles imprévisibles. 
Au Congo et au Ruanda-Urundi, la formation des élites était en retard d’une génération en comparaison avec les territoires coloniaux britanniques et français de la même région. Les enfants nés d'ici 1960 ayant fini leurs études universitaires, auraient constitué la couche active de la population. Le gouvernement belge sera responsable de ce que sera le Congo dans trente ans en fonction de ce que l’État belge fera d’ici 1960 ou 1965. C’est le devoir de la Belgique de permettre aux territoires africains de prendre en main leurs destinées, le plan était indispensable pour ce faire.  

## Réactions
Ce plan de trente ans ne fut pas bien accueilli du côté des conservateurs ainsi qu’à Léopoldville. Par contre, celui-ci fut perçu très favorablement par l’ensemble des Belges. Ce fut également le cas pour les hommes engagés du côté catholique qui ont bien accepté celui-ci car il prenait position face au phénomène qui consistait à assimiler l’élite congolaise à la population blanche.

## Conséquences
De nombreux changements ont vu le jour afin d’atteindre l’objectif comme la formation de l’élite congolaise, la suppression de discriminations, la connaissance des droits de la presse ainsi que la réduction du retard pris en politique.
À la suite de l’apparition de ce plan, il y a aussi la montée d’un nationalisme. Il y a par conséquent les premiers manifestes politiques qui font leur apparition avec notamment celui de la « Conscience africaine ». Ce manifeste est écrit par l’équipe d’un journal venant d’une zone de l’Afrique qui n’avait pas pour habitude de dire ce qu’elle pensait. De plus, il ne doit pas être considéré comme un modèle de la conscience africaine.
Les Congolais souhaitaient créer une vraie communauté belgo-congolaise dans laquelle il y aurait l’absence de violence et d’inégalité entre les peuples comme il est dit dans le manifeste : « La Belgique doit être fière, qu'à l'inverse de presque tous les peuples colonisés, notre désir s'exprime sans haine et sans ressentiment. C'est là une preuve indéniable que l'œuvre des Belges dans ce pays n'est pas un échec. Si la Belgique parvient à mener à bien l'émancipation totale du Congo dans la compréhension et dans la paix, ce sera le premier exemple dans l'histoire d'une entreprise coloniale aboutissant à une réussite complète. »
Par ailleurs, « les auteurs de « Conscience Africaine » ont acquis la conviction que l’émancipation politique, sans l’émancipation économique et sociale n’atteindrait pas réellement une forme civilisée ». En effet, une des conséquences de ce plan est de vouloir trop stimuler le processus de formation des élites. Le risque est de se retrouver avec trop ou trop peu d’intellectuels, de techniciens et de cadres. D’une part, le Congo, pays pauvre, ne pourra pas accorder à tous des carrières et un traitement équitable, d’autre part, une pénurie des cadres peut apparaître car les besoins de ce vaste pays sont énormes pour accéder à un niveau comparable à celui de la Belgique.

## Vers une indépendance anticipée
Le plan de Jef Van Bilsen va promouvoir une montée du nationalisme congolais. Peu après la publication du plan de trente ans, les premiers manifestes politiques comme « Conscience africaine » ou celui de l’Alliance des Bakongo (Abako) paraissent. De plus, en août 1958, Charles de Gaulle, alors président de la Ve République proclama à Brazzaville le droit à l’indépendance des peuples d’outre-mer ce qui eut une grande répercussion en Afrique mais surtout au Congo belge. En décembre 1957, peu après la création du Mouvement national congolais, se tient au Ghana, à Accra, une conférence pan-africaine à laquelle participe Patrice Lumumba. Des émeutes ont lieu en janvier 1959 à Léopoldville et dans les communes surpeuplées à forte densité de chômage afin de revendiquer l'indépendance.